# شون أوهير
شون كريستوفر هاير (25 فبراير 1971-8 سبتمبر 2014) كان مصارعًا محترفًا أمريكيًا ومصارعاَ في الفنون القتالية المختلطة والكيك بوكسينغ، اشتهر باسمه على الحلبة شون أوهير (Sean O'Haire).
اشتهر بظهوره في عروض المصارعة المحترفة بطولة العالم للمصارعة، ودبليو دبليو إي بعلامتها التجارية سماك داون وفي بالإضافة إلى مشاركته في نيو جابان برو ريسلينغ في أوائل إلى منتصف العقد الأول من القرن الحادي والعشرين. حصل أوهير على لقب «حزام الفرق للدبليو سي دبليو» ثلاث مرات، وحصل على لقب «مبتدئ العام» من قبل Wrestling Observer في عام 2000.
بعد تقاعده من المصارعة المحترفة في عام 2006، تنافس أوهير في فنون القتال المختلطة والكيك بوكسينغ قبل أن يصبح مصفف شعر.

## الحياة السابقة
وُلد أوهير في أتلانتا، جورجيا، لكنه قضى معظم شبابه في هيلتون هيد، ساوث كارولينا. قبل أن يصبح مصارعًا، شارك أوهير في العديد من مسابقات الرجل القاسي. كان يمتلك أيضًا مركزًا للياقة البدنية قبل أن يصبح مصارعًا. كان أوهير في الأصل أيرلندي.

## مهنة المصارعة المحترفة

### بطولة العالم للمصارعة (2000-2001)
بعد الانتهاء من تدريبه، بدأت مدرسة التدريب في بطولة العالم للمصارعة، باستخدام اسم الحلبة شون أوهير في الظهور في برامج WCW من الدرجة الثانية. وقدم هاير أول ظهور تلفزيوني مباشر له في 26 يونيو 2000 حلقة من نيترو كفريق مع زميله مارك جيندراك في فرقة Power Plant، حيث هزموا فرقة الحيوانات القذرة (ري ميستيريو وجوفنتود جويريرا).
في حلقة 3 يوليو من نيترو، واجه أوهير وجيندراك فريق Misfits in Action لتحديد المنافسين رقم واحد في بطولة حزام الفرق، لكنهم هُزموا. على الرغم من ذلك، واجه أوهير وجيندراك بطل العالم للفرق الزوجية في مباراة ثلاثية على البطولة، لكنهما لم ينجحا في الفوز باللقب. في أغسطس، ساعد أوهاير وجيندراك في تكوين أفلام الإثارة الطبيعية مع مايك ساندرز وشون ستاسياك وتشاك بالومبو وجوني «ذا بول» ستامبولي ورينو. تم إرشادهم لفترة وجيزة من قبل كيفن ناش. في سبتمبر، فاز أوهير وجيندراك ببطولة العالم للفرق الثنائية للمرة الأولى.
فاز أوهير وجيندراك باللقب مرة أخرى قبل الانقسام عندما شارك أوهير وجيندراك في المعركة الملكية للفرق مع زملائه في فريق The Natural Born Thrillers. بعد انتهاء المباراة، أعلن ساندرز فوز كلا الفريقين وقال إن الفريقين يجب أن يتعاملوا مع الشركاء. نتيجة لذلك، شكل أوهير فريقًا جديدًا مع بالومبو، بينما تألف الفريق الثاني من جيندراك وستاسياك.
هزم بالومبو وأوهير The Insiders (دايموند دلاس بايج وناش) في يناير 2001. بعد ذلك بوقت قصير، انفصل فريق The Natural Born Thrillers عندما شعر ستاسياك وجيندراك بالغيرة من نجاح بالومبو وأوهير. اجتمعت الفرق في عرض SuperBrawl Revenge في 18 فبراير من أجل الميدالية ذهبية الفرق. احتفظ بالومبو وأوهاير بألقابهما. تنازع أوهير وبالومبو بعد ذلك مع Totally Buffed (بوف باغويل ولوكس لوغر) وهزمهم في عرض Greed في 18 مارس للاحتفاظ بلقب الفرق.
على مدار الأسبوعين التاليين، تنازع أوهير وبالومبو مع فريق كندا (لانس ستورم ومايك أوسم)، وهزمهم في الحلقة الأخيرة من نيترو في 26 مارس. تم شراء WCW من قبل WWF ، وعقود كل من بالومبو وأوهير تم انتقاؤهم.

### اتحاد المصارعة العالمي / الترفيه
ظهر شون أوهير لأول مرة في WWF في 28 يونيو 2001، في حلقة سماكداون! كجزء من التحالف يهاجم هاردي بويز. بدأ أوهير وبالومبو في الخلاف مع أبطال فريق WWF، وانتهت في عرض Invasion في 22 يوليو عندما هزم فريق APA أوهير وبالومبو في مباراة دون اللقب. بعد ذلك، هزم أوهير وبالومبو هاردي بويز في 2 أغسطس 2001 من سماكداون !.
أسقط أوهير وبالومبو بعد ذلك بطولة الفرق للدبليو سي دبليو إلى إخوة الدمار (أندرتيكر وكين) في إصدار 9 أغسطس من مواجهة عنيفة! وخسروا مباراة العودة للبطولة في مباراة قفص فولاذي في الأسبوع التالي من عرض Raw. كانت آخر مباراة متلفزة بين أوهير وبالومبو معًا في إصدار 26 أغسطس هزما فيها أبناء هولي (هاردكور هولي وكراش هولي).
عاد أوهير إلى WWE في 30 يونيو 2002 وهزم جاستن كريدبل. وظهر في عدد قليل من المباريات، وفي المباريات المظلمة وعروض المنزل طوال الفترة المتبقية من عام 2002، في مواجهة وتعاون مع، دوج باشام، داماجا، وديل براون، وجوني ستامبولي، وشيلتون بنيامين، وتشارلي هاس وكريستوفر نوينسكي ورافن.
في يناير 2003، بدأت المقالات القصيرة تظهر على برمجة WWE تظهر O'Haire في حيلته الجديدة - شخصية مؤيدة للشيطان. اشتملت شخصية أوهير على معطف طويل أسود كان يرتديه على الحلبة وهوسه بالعناكب، سرعان ما أصبح تحت وصاية أسطورة المصارعة، رودي بايبر في أبريل 2003. تم التخلي عن شخصيته الجديدة لكنه حقق انتصارات على النجوم الكبار مثل ريكيشي، السيد أمريكا، كريس بينوا، إدي غيريرو. أخلا WWE عقد بايبر رسميًا في 26 يونيو 2003، مباشرة بعد ظهور أوهاير وبيبر معًا في مواجهة عنيفة !. في أواخر تشرين الثاني (نوفمبر) 2003، تعرض أوهير لحادث دراجة نارية تطلب غرزًا وأبعده عن الملاعب للشهر التالي أو نحو ذلك. عندما تعافى في فبراير، أعيد إلى OVW قبل الإفراج عنه من عقده في 3 أبريل 2004.

### مصارعة اليابان الجديدة للمحترفين والمهنة اللاحقة (2004-2006)
ذهب أوهير للعمل في مصارعة اليابان الجديدة للمحترفين في مايو 2004، ولا يزال تحت اسم الحلبة شون أوهير. في 17 يوليو 2004، اتحد أوهاير وبايبر في عرض Ballpark Brawl حيث كان أوهير هو المصارع المختار من بايبر لمواجهة المصارع الذي اختاره جيمي هارت أبيس. هزم أوهير أبسي بالاقصاء. ثم ذهب هاير للعمل في مصارعة التيميت برو
كانت آخر مباراة لـ أوهير في 28 مارس 2006 عندما عاد إلى WWE لظهور ليلة واحدة في دبليو دبليو إي فيلوسيتي حيث خسر أمام سكوتي تو هوتي في مباراة مظلمة.

## كيك بوكسينغ
دخل أوهير إلى K-1 في 31 ديسمبر 2004 بخسارة في الجولة الثانية بالضربة القاضية أمام موساشي ثم واصل المنافسة في جولتين من WGP أقيمت في لاس فيغاس، حيث تكبد خسائر لكل من غاري جودريدج (الجولة الأولى) وخليد عراب (الجولة الأولى 0:23 ko) لتقريب سجل K-1 الخاص به إلى 0/3. بعد فترة وجيزة من أول مباراة له في K-1، زُعم أنه كان من المقرر أن يخوض معركة ضد ريك تشيك ولكن سجله كان متواضع؛ يقال إن K-1 ادعى أن سجله كان 10/1 في الكيك بوكسينغ و 8/0 في MMA.

## الفنون القتالية المختلطة
في 21 أكتوبر 2006، واجه هاير إريك "باتربان" في برايد 32 في لاس فيجاس. توقفت المعركة بعد 29 ثانية من الجولة الأولى بعد أن أنزل إيرك من 4 إلى 5 لكمات مستقيمة على رأس هاير لإنزاله أرضاً.
قدم هاير أول ظهور له في فنون القتال المختلطة في سبتمبر 2004 بفوزه بالجولة الأولى على توني تاورز. في نوفمبر 2004، واجه المخضرم في بطولة برايد فايتنغ شونغوياما في K-1 Fighting Network Rumble on the Rock 2004 حيث انتصر بالضربة القاضية في الجولة الأولى. وجاءت مباراة هاير التالية ضد كيم مين سو الحاصل على الميدالية الفضية في الجودو في أولمبياد 1996 وخسر في الجولة الأولى. في 21 أكتوبر 2006، حل هاير محل مارك هانت، ليواجه إريك "باتربان" إيش في عرض برايد 32 في لاس فيجاس. خسر القتال بالضربة القاضية في وقت مبكر من الجولة الأولى.
في عام 2007، شارك هاير في العديد من معارك MMA في عروض صغيرة غير مدرجة في قواعد بيانات قتال MMA الرئيسية.
| السجل المهني |       |         |
| 6 نزال       | 4 فوز | 2 خسارة |
| ضربة قاضية   | 3     | 1       |
| إخضاع        | 1     | 1       |
| قرار القضاة  | 0     | 0       |

| النتيجة | السجل | الخصم          | الطريقة             | الحدث                      | التاريخ         | الجولة | الوقت | المكان                                       | الملاحظات |
| ------- | ----- | -------------- | ------------------- | -------------------------- | --------------- | ------ | ----- | -------------------------------------------- | --------- |
| فاز     | 4–2   | فرانكي باركمان | ضربة قاضية (اللكمة) | مهمة الأبطال - تحدي القتال | ديسمبر 7, 2007  | 1      | 1:04  | سافانا (جورجيا) ، الولايات المتحدة           |           |
| فاز     | 3–2   | داريل وود      | ضربة قاضية (اللكمة) | مهمة الأبطال - تحدي القتال | سبتمبر 29, 2007 | 1      | 2:07  | سافانا (جورجيا) ، الولايات المتحدة           |           |
| خسر     | 2–2   | إريك آش        | ضربة قاضية (اللكمة) | Pride 32                   | أكتوبر 21, 2006 | 1      | 0:29  | لاس فيغاس، الولايات المتحدة                  |           |
| خسر     | 2–1   | كيم مين سو     | إخضاع               | البطل 2005 في سيول         | نوفمبر 5, 2005  | 1      | 4:46  | سيول، كوريا الجنوبية                         |           |
| فاز     | 2–0   | شونغوياما      | ضربة قاضية (اللكمة) | Rumble on the Rock 6       | نوفمبر 20, 2004 | 1      | 0:31  | هونولولو، الولايات المتحدة                   |           |
| فاز     | 1–0   | توني تاورز     | إخضاع               | فينوم - الضربة الأولى      | سبتمبر 18, 2004 | 1      | 1:42  | شاطئ هنتنغتون (كاليفورنيا)، الولايات المتحدة |           |

## الحياة الشخصية
تزوج أوهير من امرأة تدعى جوي إليزابيث في ماوي، هاواي في 15 مايو 2005. بعد عام ونصف تقريبًا، أعلن طلاقهما خلال مقابلة إذاعية مع راديو سكوير سيركل.
شارك أوهير في مشاجرات عدة وأعتقل أكثر من مرة، وفي أحد المشاجرات في 30 مارس 2007، أصيب بكسور في وجهه وتأثر جمجمته، ونتيجة للقتال، ضعفت الرؤية في عينه اليسرى. وعلى الرغم من ادعاء أوهير أنه كان ذاهبًا لمساعدة صديق، أكد الشهود أنه حاول التحريض على قتال مع أحد مهاجميه المزعومين خوان برانتلي. كان برانتلي قد قدم شكوى إلى الشرطة في 17 مارس، ذكر فيها أن أوهير حاول بدء مشاجرة معه في حانة أخرى.

### اعتقالات
في عام 1992، ألقي القبض على هاير في جزيرة هيلتون هيد ووجهت إليه تهمة اعتداء.
في يونيو 2004، ألقي القبض على هاير ووجهت إليه تهم متعددة بالاعتداء بعد شجار في ملهى ليلي هيلتون هيد، لكنه أدين بتهمة اعتداء واحدة فقط في عام 2006.
في 24 أبريل 2007، تم اتهام هاير بالاعتداء الشديد والضرب لقتال في حانة قبل أسابيع. تم رفض التهمة في وقت لاحق.
في 6 سبتمبر 2009، ألقي القبض على هاير في مقاطعة تشاتام ، جورجيا بزعم الاعتداء على صديقته. ووجهت إليه تهمة الضرب المنزلي والتعدي الجنائي قبل إطلاق سراحه بكفالة قدرها 4600 دولار.
في 23 نوفمبر 2011، ألقي القبض على هاير مرة أخرى في مقاطعة تشاتام، جورجيا ووجهت إليه تهمة اللمس الغير قانوني (وتسمى قانونيا battery). تم إطلاق سراحه لاحقًا بكفالة قدرها 1850 دولارًا.

## الوفاة
في صباح يوم 9 سبتمبر 2014، عثر والد أوهير على إبنه ميتًا، معلقًا من قاعدة السرير في منزلهم في سبارتنبرغ بولاية ساوث كارولينا. كان يبلغ من العمر أنذاك 43 عامًا. كان يبدو عليه أنه انتحر في الليلة السابقة.  تم الإعلان عن وفاة هاير للجمهور عبر Twitter من قبل مصارع WCW السابق والصديق الشخصي له سكوتي ريغز. وبحسب ما ورد كان أوهير يعاني من الاكتئاب وإدمان الكحول قبل وفاته. أفيد أن هاير قد حضردبليو دبليو إي لإعادة التأهيل التي رعتها ست مرات في السنوات الست التي سبقت وفاته.

## روابط خارجية
- شون أوهير على موقع IMDb (الإنجليزية)
- شون أوهير على موقع قاعدة بيانات الفيلم (الإنجليزية)
- شون أوهير على موقع كينوبويسك (الروسية)
- سجل الفنون القتالية المختلطة المهني لـ شون أوهير على شيردوغ